# セシル・ウーセ
セシル・ウーセ（Cécile Ousset, 1936年1月23日 タルブ  - ）は、フランスのピアニスト。セシル・ウセーとも表記される。

## 経歴
5歳で最初のリサイタルを開き、その後10歳でパリ音楽院に入学し、マルセル・シャンピに師事し、14歳で首席で卒業する。数々のコンクールに参加し、受賞した（ロン＝ティボー国際コンクール入賞、エリザベート王妃国際音楽コンクール4位入賞、ボルツァーノ・ブゾーニ国際ピアノコンクール2位入賞、ヴァン・クライバーン国際ピアノコンクール4位入賞）。
世界中で演奏活動を続ける傍ら、録音にも熱心に取り組んできた。鮮やかな技巧と節度ある音楽性の融合した明晰な演奏はいずれも優れており、モーツァルト、メンデルスゾーン、ショパン、シューマン、リスト、グリーグ、チャイコフスキー、ドビュッシー、ラフマニノフ、ラヴェル、プロコフィエフ、ガーシュウィン、プーランクなどレパートリーの広さでも知られる。また、クルト・マズアやネヴィル・マリナー、サイモン・ラトルなどの著名な指揮者と共演した。ブラームスの《ピアノ協奏曲 第2番》の録音は、グランプリ・デュ・ディスク賞に輝いた。
若い才能の指導と発掘に大きな興味を寄せており、アメリカ合衆国やカナダ、ヨーロッパ諸国、オーストラリア、極東におけるマスタークラスの開催へとつながった。フランス南西部の美しい中世風の村、ピュイセルシにおいて例年マスタークラスを開催している。また、リーズ国際ピアノコンクールやルービンシュタイン国際ピアノコンクール、ブレーメン国際音楽コンクール、仙台国際音楽コンクールの審査員を務めた。
2006年に背骨に関係する健康不安を理由に演奏活動から引退した。